# Ештон (Јужна Дакота)
Ештон (енгл. Ashton) град је у америчкој савезној држави Јужна Дакота.

## Демографија
По попису из 2010. године број становника је 122, што је 30 (-19,7%) становника мање него 2000. године.
| Група             | 2000.        | 2010.       |
| Белци             | 152 (100,0%) | 116 (95,1%) |
| Афроамериканци    | 0 (0,0%)     | 0 (0,0%)    |
| Азијати           | 0 (0,0%)     | 0 (0,0%)    |
| Хиспаноамериканци | 0 (0,0%)     | 6 (4,9%)    |
| Укупно            | 152          | 122         |